# Schwabstedt
Schwabstedt (fryz. Swåbstääist, duń. Svavsted) – gmina uzdrowiskowa w Niemczech w kraju związkowym Szlezwik-Holsztyn, w powiecie Nordfriesland, wchodzi w skład urzędu Nordsee-Treene.

## Osoby urodzone w Schwabstedt
- Nicolaus Bruhns - kompozytor